# Johan Oxe til Tordsø
Johan Oxe til Tordsø (død o. 1490) var dansk rigsråd.
Han var søn af rigsråd Peder Oxe til Asserbo og hustru Mette Godov og var formentlig den Johannes Petri, der i 1444 blev immatrikuleret ved universitetet i Erfurt. 
I 1451 og 1453 var han hofsinde og skrev sig da endnu til sin fædrenegård Asserbo, men kort efter blev han ejer af Tordsø (svensk: Torsjö) i Skåne ved sit ægteskab med en formuende enke, Birgitte Bondesdatter Thott (gift første gang med Peder Magnusson Brahe og anden gang med Folmer Knob). Ved det endelige skifte efter hendes forældre i 1470 blev han endvidere ejer af Brødager Hovedgård i Halland. Omtrent samtidig med sit ægteskab blev han forlenet med Krogen (det senere Kronborg) og Søborg, som Folmer Knob havde haft, samt med Københavns Slot. I 1455 var han rigsråd, og hans navn er herefter knyttet til de fleste af tidens vigtigste regeringsaktstykker. 
I 1457 blev han ridder ved Christian 1.'s kroning i Uppsala, og i 1468 førte han sammen med Oluf Ged en hær, som blev sendt til Skåne for at indtage Iver Axelsens gård Lillø, men denne belejring mislykkedes.
På det tidspunkt var Oxe, som endnu i 1466 havde Krogen Len, blevet lensmand på Helsingborg Slot. I de følgende år deltog han i forhandlinger med svenskerne og var sendebud til alle de møder, som blev holdt i 1468, 1472, 1473, 1474 og 1476, først i Halmstad, i de senere år i Kalmar. 
Desuden havde han mindre pantelen på Lolland og Falster; men da disse blev overdraget til dronningen, fik han i 1473 i stedet fogediet i Landskrone. Da kong Hans i 1486 drog til Norge, blev det midlertidig overdraget til Oxe at regere i Skåne. Desuden blev han hofmester hos enkedronning Dorothea og ledsagede dronningen på hendes rejse til Rom i 1488.
Hustruen Birgitte døde i 1474; men han tog sig i stedet en ung hustru, Inger Torbensdatter Bille, og gennem hende fik han Nielstrup på Lolland. Han var far til Torben Oxe til Lundegård, Johan Oxe til Nielstrup og Oluf Oxe til Asserbo. 
Foruden de nævnte hovedgårde erhvervede han dels ved køb, dels ved pant større eller mindre andele i Slimminge, Bæltebjerg, Højby og Sørup i Skåne, Lundegård på Lolland, Bjergbygård på Sjælland, ligesom han i 1456 købte Vixø Hovedgård, men den solgte han kort efter til kongen. Foruden bøndergods erhvervede han købstadgårde i Helsingør, Roskilde, Køge, Næstved, Malmø og Landskrone, og havde desuden klostergods til leje så vel af Sorø, Esrom og nonneklostrene i Roskilde som af St. Peders Kloster i Lund. 
Han stiftede i 1480 et alter i Landskrone Kirke og byggede i 1483 et kapel i Sankt Olai Kirke i Helsingør.
Han døde omkring 1490, i alle fald var hustruen enke i maj 1491.